# 桑田正規
桑田 正規（くわた まさのり、1970年3月4日 - ）は、日本の実業家、ダイハツ工業代表取締役副社長。
トヨタ自動車執行役員副社長、Chief Human Resources Officer、Chief Risk Officer、Chief Compliance Officer、日本経営協会副会長、トヨタホーム取締役などを歴任。

## 人物・経歴
1992年大阪大学経済学部卒業、トヨタ自動車入社。トヨタ自動車秘書部主査を経て、2018年トヨタ自動車トヨタインスティテュート部長。2019年トヨタ自動車秘書部部長兼総務・人事本部副本部長、名古屋グランパスエイト監査役。
2020年トヨタ自動車執行役員総務・人事本部本部長、Chief Human Resources Officer、事業開発本部本部長、新事業企画部部長、トヨタホーム取締役。2021年トヨタ自動車Chief Human Resources Officer、Chief Planning Officer。
2022年に2年ぶりに副社長制が新設されると、トヨタ自動車執行役員副社長、Chief Human Resources Officer、Chief Risk Officer、Chief Compliance Officerとなる。
日本経営協会副会長、OJTソリューションズ代表取締役、トヨタパーソナルサポート代表取締役、豊田市市政顧問会議委員、中部善意銀行理事、トヨタアルバルク東京監査役等も歴任。
2023年4月、トヨタ自動車執行役員副社長を退任し、同社のLexus International Co.レクサス電動化推進PJT担当（Chief Project Leader）とトヨタ自動車九州取締役副社長に就任。
2024年3月、ダイハツ工業副社長に就任。